# Fiestar
Le Fiestar (피에스타?) erano una band k-pop sudcoreana formatasi a Seul nel 2012.

## Storia

### Pre-debutto
Prima del debutto, le Fiestar si sono allenate insieme per due anni, e alcune di loro avevano già fatto pratica nel mondo dell'intrattenimento: Cao Lu era una cantante solista nella sua madrepatria, la Cina, e nel 2005 aveva pubblicato un album, Cat, con il nome di LuLu; Yezi era nota come rapper underground su YouTube; Jei aveva fatto da modella per dei cataloghi di shopping online ed era apparsa in alcuni videoclip musicali; Linzy era sotto contratto con la YG Entertainment e sarebbe dovuta debuttare nelle 2NE1, oltre ad aver cantato un brano per la colonna sonora della serie Sanbu-in-gwa.

### 2012-oggi: debutto e primi due EP
Un mese prima del debutto, le Fiestar pubblicarono un duetto con IU, intitolato Sea of Moonlight, per l'album di collaborazioni della Loen Entertainment. Il singolo d'esordio, Vista, uscì il 31 agosto e si piazzò bene nelle classifiche, entrando nella Billboard Korea K-Pop Hot 100, con due canzoni nella top 10. Il 9 novembre tornarono sulle scene con il secondo singolo We Don't Stop.
Il 26 luglio 2013, venne caricato su Internet il primo video del programma educativo Fiestar's A-HA! For the Global K-Pop Fan, dedicato agli spettatori internazionali desiderosi di imparare il coreano. Lo show fu condotto da Jei, con Cheska e Cao Lu ad affiancarla per tradurre, rispettivamente, in inglese e cinese; il 27 agosto successivo, uscì il singolo Whoo!, in collaborazione con Eric Benét. In ottobre si concluse la trasmissione di A-HA! al tredicesimo episodio, e il 1º novembre uscì il terzo singolo Curious, trainato dalla title track "I Don't Know".
Il 20 marzo 2014, Cheska uscì dal gruppo. La prima canzone pubblicata senza di lei fu "I Love Korea" insieme ai The Friends, realizzata in occasione del campionato mondiale di calcio 2014; seguì "One More" il 2 luglio.
Il 4 marzo 2015 uscì il primo EP Black Label, trainato dalla title track "You're Pitiful". In autunno, cantarono la sigla coreana del cartone animato francese Miraculous - Le storie di Ladybug e Chat Noir.
Il 28 gennaio 2016, in seguito alla sua partecipazione al programma televisivo Unpretty Rapstar, Yezi fa il suo debutto da solista con il mini-album Foresight Dream, promosso dalla title track "Cider" e anticipato da dicembre con la traccia "Crazy Dog", in collaborazione col rapper San E.
L'8 marzo 2016 esce il secondo mini-album A Delicate Sense, che vede il loro ritorno sulle scene con la title track "Mirror".

### 2018: Scioglimento del gruppo
Le FIESTAR hanno concluso il contratto con la Fave Enter e nessuna delle ragazze lo rinnoverà tranne Cao Lu che sta discutendo con l'agenzia per un rinnovo.
Linzy e Jei hanno firmato con altre agenzie e si concentreranno sulla carriera di attrici.

## Formazione
Jei è la leader del gruppo.
- Cao Lu (30 agosto 1987) – voce (2012-2018)
- Jei (5 settembre 1989) – voce (2012-2018)
- Linzy (22 ottobre 1989) – voce (2012- 2018)
- Hyemi (10 agosto 1990) – voce (2012-2018)
- Yezi (26 agosto 1994) – voce, rapper (2012-2018)

### Ex componenti
- Cheska (11 marzo 1992) – rapper (2012-2014)

## Discografia

### EP
- 2015 - Black Label
- 2016 - A Delicate Sense

### Singoli
- 2012 - Sea of Moonlight (con IU)
- 2012 - Vista
- 2012 - We Don't Stop
- 2013 - Whoo! (con Eric Benét)
- 2013 - I Don't Know
- 2014 - One More
- 2015 - You're Pitiful
- 2016 - Mirror
- 2016 - Apple Pie

## Riconoscimenti
| Anno | Premio                                   | Categoria                     | Risultato       |
| ---- | ---------------------------------------- | ----------------------------- | --------------- |
| 2012 | Annual Seoul Success Awards              | Best Rookie of the Year       | Vincitore/trice |
| 2012 | Arirang's Simply K-Pop Award             | Super Rookie Idol of the Year | Vincitore/trice |
| 2012 | All the Kpop - World-Class Rookie Awards | Rookie of the Year            | Vincitore/trice |
| 2012 | All the Kpop - World-Class Rookie Awards | Knock-Out Award               | Vincitore/trice |
| 2012 | Seoul Music Award                        | Rookie Award                  | Candidato/a     |
| 2012 | Seoul Music Award                        | Popularity Award              | Candidato/a     |
| 2015 | Seoul Music Award                        | Bonsang Award                 | Candidato/a     |
| 2015 | Seoul Music Award                        | Popularity Award              | Candidato/a     |